# Rausu (sopka)
Rausu je v současnosti neaktivní stratovulkán, nacházející se na poloostrově Širetoko v severovýchodní části ostrova Hokkaidó. Vulkán je tvořen převážně andezity a dacity, na vrcholu se nachází menší sopečný dóm. Erupce vulkánu Raisu byly většinou explozivního charakteru, což dokládají depozity pemzy a pyroklastických proudů, z erupcí v letech 50, 550 a 1080. Poslední erupce se odehrála někdy mezi lety 1750 a 1850.